# Federale Republiek Joegoslavië

Het uiteenvallen van Joegoslavië.

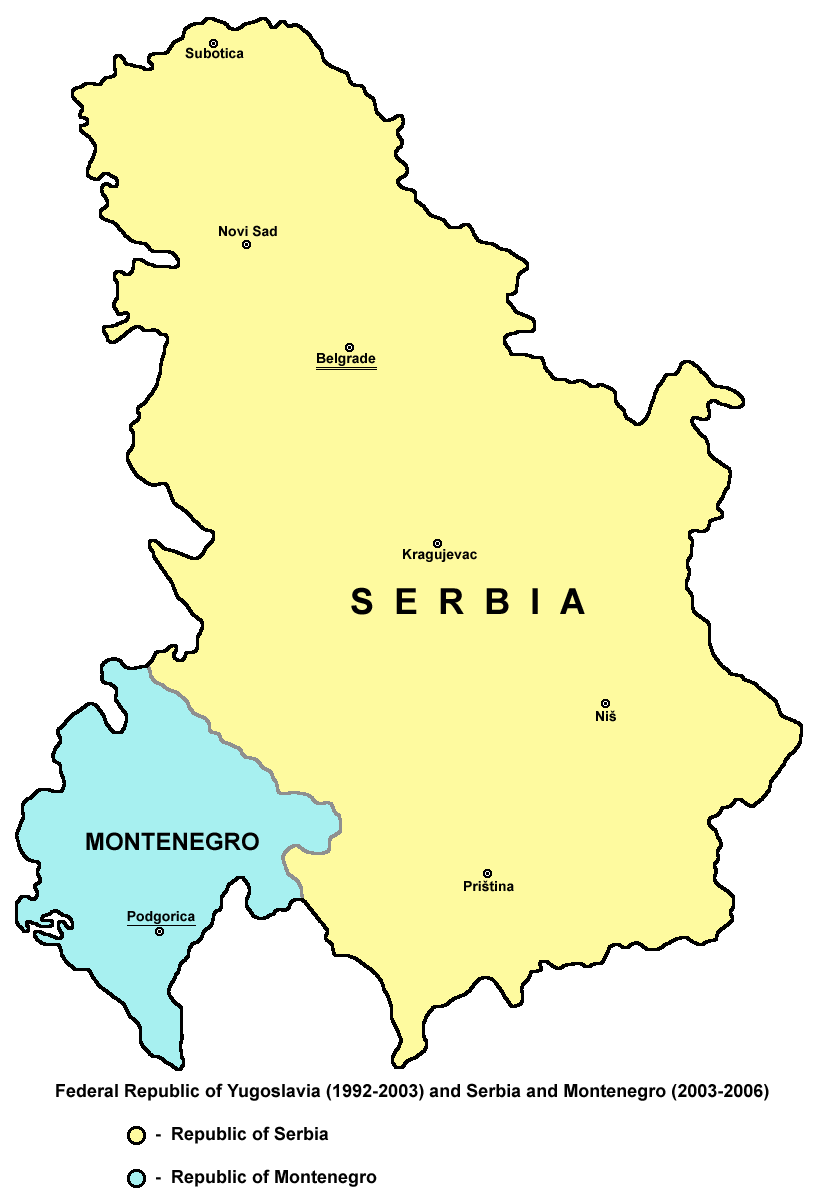

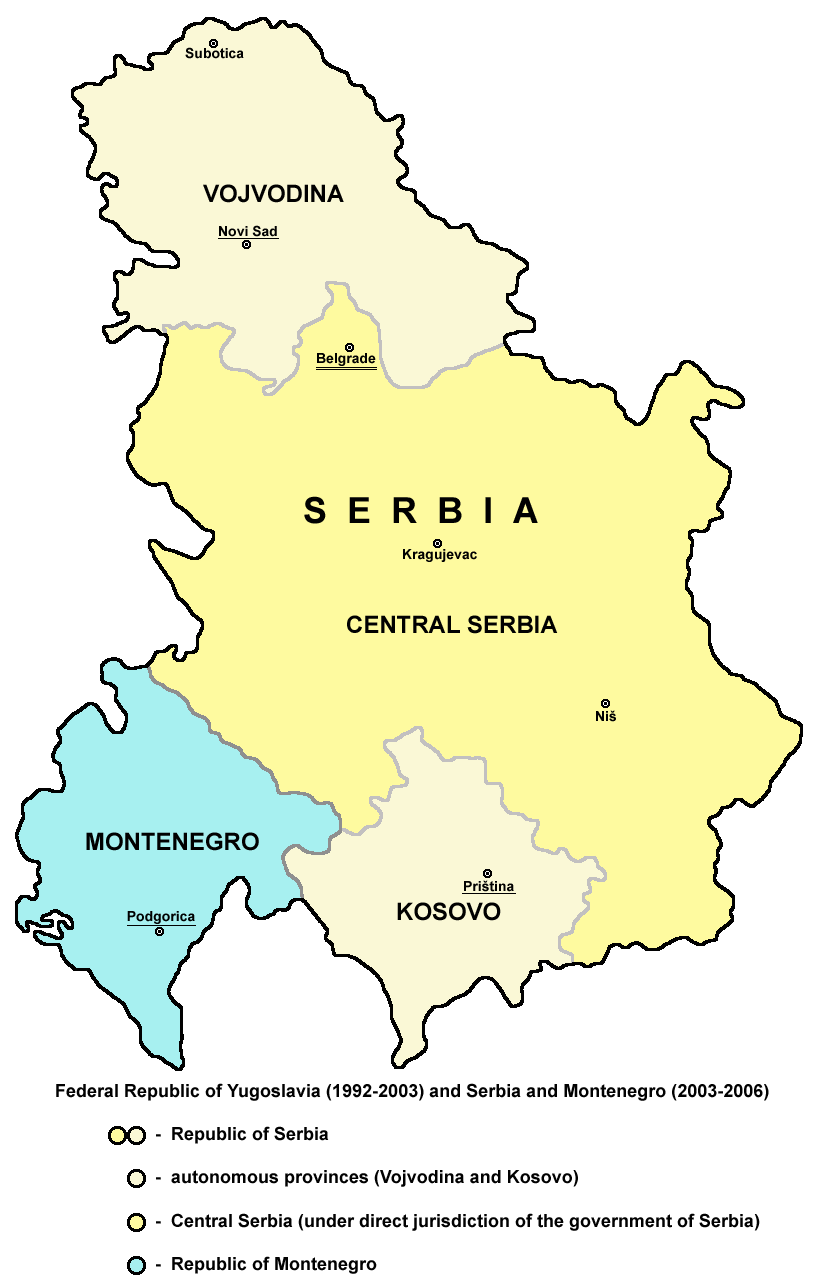

De Federale Republiek Joegoslavië (Servisch: Савезна Република Југославија, Savezna Republika Jugoslavija) was tussen 1992 en 2003 de naam van een staat in Zuidoost-Europa op de Balkan. De hoofdstad was Belgrado. Het grensde aan Bosnië en Herzegovina, Kroatië, Hongarije, Roemenië, Bulgarije, Noord-Macedonië en Albanië. Vanaf 2003 heette het land onder een nieuwe confederatieve grondwet Servië en Montenegro en in 2006 viel het uiteen in Servië en Montenegro. In 2008 zou ook de zuidelijke provincie Kosovo de onafhankelijkheid uitroepen, die in tegenstelling tot die van Montenegro, niet door Servië erkend wordt. 
Volgens de telling uit 1991 waren de Serviërs met 62,6% van de bevolking de grootste etnische groep van het land gevolgd door de Albanezen (16,6%) en Montenegrijnen (5%). De overige 15% waren hoofdzakelijk Hongaren, Roma en Slavische volkeren.
De Federale Republiek Joegoslavië is een van de drie staten die aangeduid worden met de naam Joegoslavië. De andere twee zijn het Koninkrijk Joegoslavië (1919-1943) en de Socialistische Federale Republiek Joegoslavië (1943-1992).

## Geschiedenis
Met de val van het communisme tussen 1989 en 1992 in Joegoslavië, viel het land in feite (en ook de jure) uiteen, gepaard met verschillende (burger)oorlogen. Vrijwel alle republieken gingen verder als onafhankelijke staten behalve Servië en Montenegro, die een nieuwe federatie oprichtten. De naam van het land werd de Federale Republiek Joegoslavië, waarop grote kritiek kwam uit sommige voormalige Joegoslavische republieken. Volgens hen mochten Servië en Montenegro de naam Joegoslavië niet gebruiken, omdat zij daarmee probeerden een continuïteit tussen het oude Joegoslavië en de Servisch-Montenegrijnse rompstaat te creëren - iets wat niet strookte met de internationaal-rechterlijke successie. Op 28 april 1992 werd er een grondwet aangenomen. Het collectieve presidentschap werd vervangen door een gekozen presidentschap. De president trad op als staatshoofd en opperbevelhebber van de strijdkrachten. De president werd door het verenigde parlement gekozen. Aan het hoofd van de Ministerraad stond een federaal premier.
Het federale parlement bestond uit twee kamers, de Raad van de Republieken, bestaande uit vertegenwoordigers van de deelrepublieken Servië en Montenegro, en een Raad van Burgers, bestaande uit 138 direct gekozen leden. In deze nieuwe federatie had de Joegoslavische Communistenbond geen monopoliepositie meer. De bond werd daarna opgeheven. De feitelijke opvolger van de communistenbond werd Slobodan Milošević's Servische Socialistische Partij (SSP), die tot de val van Milošević in 2000 een niet-officiële monopoliepositie bezat. Vooral in de beginperiode van Milošević' bewind was de SSP machtig, daarna moest het de macht delen met andere partijen, waaronder die van de echtgenote van Milošević, Mira Markovic, de Unie van Verenigd Links (een orthodox-communistische partij) en de radicaalnationalistische Servische Radicale Partij (SRS) van Vojislav Šešelj. Na de val van Milošević kwam Vojislav Koštunica (1944) van de sociaaldemocratische Servische Democratische Partij (SSD) aan de macht.
De Federale Republiek Joegoslavië kwam in 2003 ten einde en werd vervangen door de losse federatie Servië en Montenegro (nieuwe grondwet 4 februari 2003). Op 3 juni 2006 hield deze confederatie ook op met bestaan, nadat Montenegro na een referendum de onafhankelijkheid uitriep.

## Geschiedenis in vogelvlucht
- 1992: De deelrepublieken Servië en Montenegro roepen op 27 april een nieuwe Federale Republiek Joegoslavië uit.
- 1997: Milošević wordt president van Joegoslavië. Het Kosovaarse Bevrijdingsleger UCK treedt nadrukkelijk naar voren in het conflict in Kosovo en verkrijgt veel steun van bevolking, sinds de in 1989 door de Democratische Liga van Kosovo begonnen vreedzame politiek van verzet nog steeds geen vruchten afwerpt. Het gezag van Liga-leider Ibrahim Rugova brokkelt af ten gunste van het UCK, dat naar onafhankelijkheid streeft.
- 1998: Gevechten in Kosovo. Tienduizenden Albanezen slaan op de vlucht voor het geweld. In oktober eist de VN-Veiligheidsraad dat er een einde komt aan de gevechten en dat het Servische leger zich terugtrekt uit Kosovo. De Raad stelt een ultimatum, en de NAVO dreigt in te grijpen als er geen gehoor aan wordt gegeven. Uiteindelijk wordt een staakt-het-vuren bereikt; waarnemers van de OVSE zien toe op naleving ervan.
- 1999: In Kosovo neemt de strijd tussen het Servische leger en politie en de Albanese guerrillabeweging UCK weer in hevigheid toe (Kosovo-oorlog). In Rambouillet en Parijs wordt onderhandeld over de staatkundige toekomst van Kosovo. De delegatie van Albanese Kosovaren gaat akkoord met het verdragsvoorstel van Rambouillet; Servië wijst dat echter af. Servië is ook niet bereid de autonomie die Kosovo vóór 1989 genoot te herstellen. Daarmee zijn de onderhandelingen mislukt. De OVSE-waarnemers worden uit Kosovo geëvacueerd en de strijd escaleert. In maart besluit de NAVO (zonder mandaat van de Veiligheidsraad van de VN) tot militair ingrijpen. Aanvankelijk worden alleen militaire doelen gebombardeerd, maar na enkele weken ook burgerdoelen in Servië. Nadat de bombardementen twee maanden hebben geduurd, geeft Milošević toe aan de eisen van de NAVO. In juni wordt Kosovo door de VN onder internationaal bestuur geplaatst.
- 2000: in oktober treedt Milošević af na de verkiezingswinst van Vojislav Koštunica.
- 2000: op 1 november treedt Joegoslavië toe tot de Verenigde Naties.
- 2001: Voormalig president Milošević werd in de nacht van 31 maart in zijn villa in Dedinje, een voorstad van Belgrado, gearresteerd. 's Namiddags zat hij al in de gevangenis op beschuldiging van genocide, corruptie en machtsmisbruik. Milošević wordt in juni 2001 overgedragen aan het Joegoslavië-tribunaal.
- 2002: in maart komen de Servische en Montenegrijnse regeringen overeen de federale republiek om te vormen tot een veel lossere unie met de naam "Servië en Montenegro". Een belangrijke clausule in het door diplomatie van de Europese Unie bereikte akkoord is dat vóór 2005 geen referenda gehouden mogen worden over onafhankelijkheid (waar vooral het kleine Montenegro naar streeft). De federale en nationale parlementen stemmen met het plan in, en vanaf 4 februari 2003 heet het land Servië en Montenegro.